# Lelkes Vince
Lelkes Vince (Dunaszerdahely, 1956. március 3. – Dunaszerdahely, 2021. november 27.) polgármester, helytörténész, újságíró.

## Élete
Gyerekkora óta Dióspatonyban élt. Előbb a rendőrségnél dolgozott, majd 1981–1986 között a Dióspatonyi Helyi Nemzeti Bizottság elnöke, 1986–1990 között a Dunaszerdahelyi Járási Nemzeti Bizottság titkárságának vezetője, 1990–2006 között Dióspatony polgármestere, 2007–2010 között a Csallóközi Városok és Falvak Társulása ügyvezetője volt.
Az országos Pro Patria Honismereti Társulás egyik alapítója és alelnöke (1994–2021). Az 1970-es évek közepétől a nyomtatott és elektronikus sajtóban közölte írásait, többek között a Csallóközben, Új Szóban, Szabad Földművesben, Hlas ľuduban, Nitrianske noviny-ben, Katedraban, Reményben, Patonyföldben, InfoCsallóközben, a Parameter.sk, KLIKK, Hídmondó portálokon. Alapító főszerkesztője a Patonyföld című kistérségi havilapnak (2001–2010), társalapító főszerkesztő-helyettese az InfoCsallóköz című hetilapnak (2012), főszerkesztő-helyettese (2009–2011) a Csallóköz című hetilapnak, megalapításától (2007–) munkatársa a Parameter.sk hírportálnak. 2014-től csallóközi községi periodikumokat szerkesztett, például a kétnyelvű Noviny Veľkej Paky/Nagypakai Újságot, a Jányoki Hírnököt, a Nyékvárkony lapja című negyedéves újságot, 2018-tól a negyedévenként megjelenő Nagyabonyi Hírlapot. Hely- és sporttörténeti dolgozatai több kötetben jelentek meg, részben az általa alapított Cecília Kiadónál.
Neki köszönhető a vidékre száműzött Koncsol László szakmai támogatása.

## Művei
- 1983 A dióspatonyi labdarúgás és testnevelés 50 éve (1933-1983). Dióspatony
- 1994 Vox Camerata 1990–1994
- 1998 Csallóközi önkormányzatok almanachja. Dunaszerdahelyi járás – 1998
- Csallóközi lenyomatok. Emberek, történetek a sajtó tükrében; Cecília, Dióspatony, 2013
- 2013 Dióspatonyi futballkönyv. A nyolcvanéves DSC jubileumi albuma (1933–2013) (tsz. Ágh István és Brányik Sándor)
- 2015 Múltidéző életképek a Csallóközből
- 2015 A NAFC történelmi sikere. Nagyabonyi futballkrónika 2014/2015
- 2019 A csallóközi önkormányzatok almanachja. Dunaszerdahelyi járás – 2019